# 17901 Korinriske
17901 Korinriske è un asteroide della fascia principale. Scoperto nel 1999, presenta un'orbita caratterizzata da un semiasse maggiore pari a 2,704704 UA e da un'eccentricità di 0,072022, inclinata di 2,868995° rispetto all'eclittica. Ha un periodo di rotazione di 9,7 ore.